# Antonio Battaglini
Antonio Battaglini (* 8. Oktober 1845 in Lugano; † 14. November 1923 in Massagno) war ein Schweizer Anwalt, Journalist, Politiker, Tessiner Staatsrat und Ständerat der Freisinnig-Demokratischen Partei (FDP).

## Leben
Battaglini wurde als Sohn des Carlo Battaglini von Cagiallo und Rosalia Bussolini geboren. Er heiratete Amalia Enderlin (gestorben), dann Guglielmina Rufli. Er studierte Rechtswissenschaft an der Universität Heidelberg und promovierte im Jahr 1867. Nachher kehrte er nach Lugano zurück und wirkte als Rechtsanwalt und Notar. Er war Mitglied des Tessiner Grossrates in den Reihen der Liberalen von 1888 bis 1893 und von 1895 bis 1901 in Nachfolge seines Vaters. Er war Mitglied der provisorischen Regierung, die nach der liberalen Revolution von 1890 (Tessiner Putsch) eingesetzt wurde, und war Mitglied der Verfassungsrats (1891–1892). Sein Engagement für die Einführung des Majorzsystems war aber erfolglos. Er war 1885 Mitgründer der Actiengesellschaft um Concessionsertheilung für den Bau und Betrieb einer Zahnradbahn von Lugano nach dem Gipfel des südlich davon gelegenen, 909 m (über Meer) hohen San Salvatore.
Von 1893 bis 1907 war er Ständerat und von 1901 bis 1905 Staatsrat. Er beschloss 1905 seinen Rücktritt wegen Differenzen mit dem progressiven Flügel seiner Partei. Von 1912 bis 1916 war er Bürgermeister von Massagno. Er war Mitbegründer der Tageszeitung Il Dovere und von 1910 bis 1920 Verwaltungsrat der Schweizerischen Bundesbahnen (SBB) und 1922 Präsident des Verwaltungsrat der Società per la ferrovia elettrica Lugano-Tesserete. Im Militärdienst war er Major der Militärjustiz der Schweizer Armee.